# پرگزیده زیردم‌سفید
پرگزیده زیردم‌سفید (نام علمی: Chalybura buffonii) یک گونه از مرغ مگس در «زمردها»، تبار مگس‌مرغ‌تباران (Trochilini) از زیرتیرهٔ مگس‌مرغیان (Trochilinae) است. این گونه در کلمبیا، اکوادور، پاناما، پرو و ونزوئلا یافت می‌شود.